# Таинственный доктор Сатана
«Таинственный доктор Сатана» (англ. Mysterious Doctor Satan) — американский чёрно-белый научно-фантастический киносериал 1940 года.

## Сюжет
Губернатор Бронсон, воспитывавший Боба Уэйна с детства после смерти его родителей, погибает от рук стремящегося к мировому господству безумного учёного, известного по прозвищу Доктор Сатана. Предчувствуя свою скорую гибель, как и всех, кто выступал против Доктора, Бронсон успевает рассказать Уэйну тайну его прошлого: отец Боба был незаконным борцом с преступностью на Диком Западе, который сражался с несправедливостью, нося кольчужный капюшон и оставляя маленьких свёрнутых медных змей в качестве своей визитной карточки.
После смерти опекуна Уэйн решает продолжить дело своего отца: он одевает балаклаву и берёт себе псевдоним Щитомордник.
Доктору Сатане, между тем, требуется только устройство дистанционного управления, изобретённое профессором Скоттом, чтобы завершить комплектацию своей армии роботов-убийц и получить всю власть и богатство, которые он желает.
Щитомордник сражается с Доктором Сатаной, не давая ему осуществить свои планы о мировом господстве; оберегает профессора Скотта и других, особенно его дочь, Лоис, в которую он влюбился.

## В ролях
В порядке перечисления в титрах
- Эдуардо Чианнелли — доктор Сатана
- Роберт Уилкокс — Боб Уйэн (Щитомордник)[2]
- Уильям Ньюэлл[англ.] — Скоростной Мартин
- Чарльз Монтейг Шоу[англ.] — профессор Томас Скотт
- Элла Нил — Лоис Скотт, репортёр, дочь профессора Скотта
- Дороти Герберт — Элис Брент, секретарь профессора Скотта
- Чарльз Троубридж[англ.] — губернатор Бронсон (в 1-м эпизоде)
- Джек Малхолл — шеф полиции Рэнд (в 1, 4 и 13 эпизодах)
- Эдвин Стэнли[англ.] — полковник Беванс
- Уолтер Макгрейл[англ.] — Стоунер, главарь бандитов
- Бад Гири — Халлетт, бандит
- Пол Мэрион — Корбей, бандит (в 1-м эпизоде)
- Арчи Туитчелл[англ.] — Росс, радиооператор аэропорта
- Линтон Брент[англ.] — Скарлетт, бандит (в 1—5 эпизодах)
- Кен Террелл[англ.] — Коруин, бандит
- Эл Тейлор[англ.] — Джо, бандит (в 9—15 эпизодах)

В титрах не указаны
- Том Стил[англ.] — Робот[3]
- Фрэнк Браунли[англ.] — Панаминт Пит (в 8-м эпизоде)
- Джеймс Буш[англ.] — второй пилот (в 12—13 эпизодах)
- Якима Канутт — матрос у лебёдки (в 3—4 эпизодах)
- Вирджиния Кэрролл — медсестра (в 11-м эпизоде)
- Трис Коффин[англ.] — Уэллс, секретарь губернатора (в 1-м эпизоде)
- Кеннет Харлан — капитан Латроп (в 1—2 эпизодах)
- Чарльз Хатчисон[англ.] — собственник (в 5-м эпизоде)
- Эдди Паркер[англ.] — Чак, бандит (в 8—9 эпизодах)
- Хэл Прайс[англ.] — P&G Warehouse Mgr. (в 10-м эпизоде)
- Сай Шинделл[англ.] — Джейк, пилот биплана (во 2-м эпизоде)
- Гарри Стрэнг[англ.] — Дэвис, офицер полиции (в 1-м эпизоде)
- Ллойд Уитлок[англ.] — профессор Уильямс (в 12—14 эпизодах)

## Серии
Сериал состоит из 15 эпизодов. Продолжительность первой серии составляет 30 минут 15 секунд, остальных — по 16-18 минут, общая продолжительность — 267 минут.
1. Возвращение Щитомордника (Return of the Copperhead)
2. Тринадцать шагов (Thirteen Steps)
3. Подводная гробница (Undersea Tomb)
4. Человеческая бомба (The Human Bomb)
5. Стальной Человек доктора Сатаны (Doctor Satan's Man of Steel)
6. Двойной крест (Double Cross)
7. Монстр наносит удар (The Monster Strikes)
8. Шоссе смерти (Highway of Death)
9. Двойная опасность (Double Jeopardy)
10. Мост опасности (Bridge of Peril)
11. Смерть приближается (Death Closes In)
12. Авария (Crack-Up)
13. Замаскированный (Disguised)
14. Пылающий гроб (The Flaming Coffin)
15. Доктор Сатана наносит удар (Doctor Satan Strikes)

## Клиффхэнгеры
Как и в любом киносериале, в «Докторе…» каждая серия (кроме, естественно, финальной) заканчивается «на самом интересном месте», оставляя положительных героев перед лицом неминуемой смерти, но в начале следующего эпизода зритель узнаёт, каким образом они выбрались из неприятностей.
1. «Возвращение Щитомордника» — приспешник доктора Сатаны дистанционно взрывает экспериментальный корабль с Лоис и командой на борту.
2. «Тринадцать шагов» — Щитомордник убит электрическим током в лаборатории доктора Сатаны.
3. «Подводная гробница» — взрывается глубинная бомба, и водолазный колокол, в котором находятся Боб и Лоис, трескается и начинает наполняться водой.
4. «Человеческая бомба» — Щитомордник въезжает в полосу пламени, и его машина взрывается.
5. «Стальной Человек доктора Сатаны» — Щитомордник крепко схвачен Роботом.
6. «Двойной крест» — Лоис связана и с кляпом во рту, дверная ручка установлена так, чтобы Щитомордника ударило током, если он попытается её спасти; вскоре, по таймеру, в помещение будет выпущен ядовитый газ.
7. «Монстр наносит удар» — брызнувшая кислота сжигает схемы Робота и выводит его из-под контроля, он опрокидывает ящик с кислотой на себя и оглушённого Щитомордника.
8. «Шоссе смерти» — Щитомордник дерётся в кузове едущего грузовика, и противник вышибает его из машины; Скоростной Мартин, преследующий грузовик, сбивает Щитомордника.
9. «Двойная опасность» — во время драки в шахте рассыпается банка с порохом, убегающий бандит бросает на него зажжённый факел, гремит взрыв.
10. «Мост опасности» — во время погони через завод Щитомордника сбивает с узкой балки блоком.
11. «Смерть приближается» — Доктор Сатана сбрасывает Щитомордника через люк и активирует раздвижную стену в камере внизу, чтобы раздавить его.
12. «Авария» — самолёт, которым управляет Щитомордник, врезается в гору.
13. «Замаскированный» — Джо-головорез открывает огонь по группе беглецов во главе с Щитомордником, и он падает.
14. «Пылающий гроб» — Щитомордник прячется в коробке, которую доставляют в новое убежище доктора Сатаны, но злодей подозревает ловушку и поэтому сжигает коробку, не раскрыв её.

Решения
1. «Тринадцать шагов» — Лоис и Щитомордник спрыгивают за борт до взрыва.
2. «Подводная гробница» — Щитомордник отключает электричество и убегает, выпрыгнув в окно.
3. «Человеческая бомба» — Боб и Лоис выживают в воздушном кармане внутри водолазного колокола.
4. «Стальной Человек доктора Сатаны» — Щитомордник выпрыгивает из машины до взрыва.
5. «Двойной крест» — профессор Скотт отключает Робота.
6. «Монстр наносит удар» — Щитомордник проникает в помещение через окно и спасает Лоис.
7. «Шоссе смерти» — Щитомордник приходит в себя и откатывается в сторону в последнюю секунду.
8. «Двойная опасность» — Щитомордник распластался на дороге, поэтому машина Спида проходит над ним, не причинив вреда.
9. «Мост опасности» — Щитомордник спасается от взрыва в неглубокой расщелине.
10. «Смерть приближается» — Щитомордник ловит блок и цепляется за провод, когда падает, подтягивается к дорожке и продолжает погоню.
11. «Авария» — Доктор Сатана убегает, спасаясь от прибывших полицейских, Щитомордник стреляет по пульту управления и останавливает сдвижение стен.
12. «Замаскированный» — перед самым столкновением Щитомордник впрыгивает из самолёта с парашютом.
13. «Пылающий гроб» — убитым оказывается не Щитомордник, а профессор Уильямс.
14. «Доктор Сатана наносит удар» — Щитомордник покинул коробку, когда грузовик с доставкой припарковался, заменив себя мешком с камнями, чтобы не ощутилась разница в весе.

## Производство и показ
Изначально роль главного злодея должен был сыграть Генри Брэндон, причём в обычном гриме дьявола с рогами. Однако продюсеры рассудили, что сейчас, в начале 1940-х годов, это слишком старомодно и примитивно даже для сериала, поэтому был выбран более реалистичный образ: аккуратный ухоженный безумный учёный в гангстерском стиле, которого сыграл итальянец Эдуардо Чианнелли.
Съёмки прошли в период с 20 сентября по 29 октября 1940 года под рабочим названием «Доктор Сатана».
Бюджет сериала составил 147 847 долларов (почти 2,9 млн долларов в ценах 2022 года).
Одна из главных ролей в сериале принадлежит Роботу (так называемый, «Робот Republic», так как этого персонажа киностудия использовала в нескольких своих киносериалах). Фил Харди в своей книге «The Aurum Film Encyclopedia, Volume 2: Science Fiction» описал его как «больше очаровательный, чем пугающий». Обновлённый Робот из «Доктора…» спустя 12 лет появится в киносериале Republic Pictures «Зомби из стратосферы». Режиссёр «Доктора…» Уильям Уитни был недоволен получившимся Роботом, просил ответственного за спецэффекты Теодора Лидекера создать более экстравагантный вариант, но у студии уже не оставалось ни денег, ни времени на столь существенную переработку. Уитни называл этого Робота «бойлер с горячей водой».
Премьерный показ сериала состоялся в США 13 декабря 1940 года. В 1941 году он был показан в Мексике, в 1943 году — в Испании и Португалии, в 1954 году — в ФРГ, в 1955 году — в Австрии, в 1957 году — в Нидерландах.
В начале 1950-х годов киносериал был адаптирован в телесериал: он состоял из семи эпизодов, каждый длиной по 26,5 минут.
В 1966 году киносериал был адаптирован в телефильм: он получил название «Робот доктора Сатаны» и имел продолжительность 100 минут.
В 1972 году Турция выпустила полнометражный художественный фильм под названием «Бессмертный дьявол», являющийся ремейком «Таинственного доктора Сатаны».

## Критика
- «Один из лучших сериалов Republic Pictures, который задал темп для других, которые последовали… Многие актёры, играющие в сериале, заслуживают похвалы, но главным из них является Чианнелли в роли доктора Сатаны — персонажа, который крадёт шоу у относительно мягкого Щитомордника… Музыка Сая Фойера[англ.] одновременно капризна и захватывающа… Превосходное освещение… Некоторые трюки в боях — лучшие из тех, что когда-либо появлялись на экране в любом фильме»[3].
- «Тон сериалу задаёт пронзительная злобная физиономия Эдуардо Чианнелли… Игра Чианнелли поддерживает точный баланс между безумным сумасшедшим с мечтами о завоевании мира и блестящим, одарённым человеком науки, которым мог быть доктор Сатана. В его облике была какая-то острота, которая давала неприятное ощущение, что этот жестокий гений каким-то образом стал жертвой сил, которые вели его ко злу против его желания. Ничего об этом не было сказано в сценарии, чтобы указать на это, но чувство было, тем не менее»[8].